# Ust-Kalmansky (huyện)
Huyện Ust-Kalmansky (tiếng Nga: ? райо́н) là một huyện hành chính tự quản (raion), của Vùng Altai, Nga. Huyện có diện tích 2399 km², dân số thời điểm ngày 1 tháng 1 năm 2000 là 16900 người. Trung tâm của huyện đóng ở Ust-Kalmanka.